# Lake Washington
Der Lake Washington ist der zweitgrößte natürliche See im US-Bundesstaat Washington nach dem Lake Chelan und der größte See im King County. Er liegt zwischen Seattle im Westen, Bellevue und Kirkland im Osten, Renton im Süden sowie Kenmore im Norden. In dem See liegt die Insel Mercer Island, darauf die gleichnamige Stadt. In den See münden zwei Flüsse, der Sammamish River am nördlichen und der Cedar River am südlichen Ende. Zusätzlich münden noch verschiedene kleinere Bäche in den Lake Washington. Der See liegt auf einer Höhe von 5 m und ist etwa 20 Kilometer lang. Die mittlere Tiefe des von einem Gletscher geformten Sees beträgt 30 Meter, der tiefste Punkt ist 65 Meter unter der Wasseroberfläche.

## Kanäle und Brücken
Bevor der Lake Washington Ship Canal 1916 gebaut wurde, war der Abfluss des Lake Washington der Black River, der in den Duwamish River, welcher seinerseits in die Elliott Bay mündete. Mit der Eröffnung des Kanals sank der Wasserstand des Sees um beinahe 3 m. Der Kanal, der den See mit dem Puget Sound verband, war fortan der einzige Abfluss des Sees, so dass der Black River austrocknete.
Vier Brücken führen über den Lake Washington:
- Evergreen Point Floating Bridge
- Lacey V. Murrow Memorial Bridge (Interstate 90)
- Homer M. Hadley Memorial Bridge (Interstate 90)
- East Channel Bridge

Bei den ersten drei Brücken handelt es sich um Pontonbrücken, wobei die über zwei Kilometer lange Evergreen Point Floating Bridge die längste der Welt ist. Die Schwimmbrücken wurden gebaut, weil der See mit einer Tiefe von 30 Metern und einem nochmals 30 Meter dicken schlickigen Untergrund das Setzen von Pfeilern für Hängebrücken sehr kostspielig gemacht hätte.